# Sarah Köhler
Sarah Köhler (Hanau, 20 de junho de 1994) é uma nadadora alemã, medalhista olímpica.

## Carreira
Köhler conquistou a medalha de bronze nos Jogos Olímpicos de Verão de 2020 em Tóquio na prova de 1500 m livre feminino com a marca de 8:18.35.